# Monnaie de Charlotte

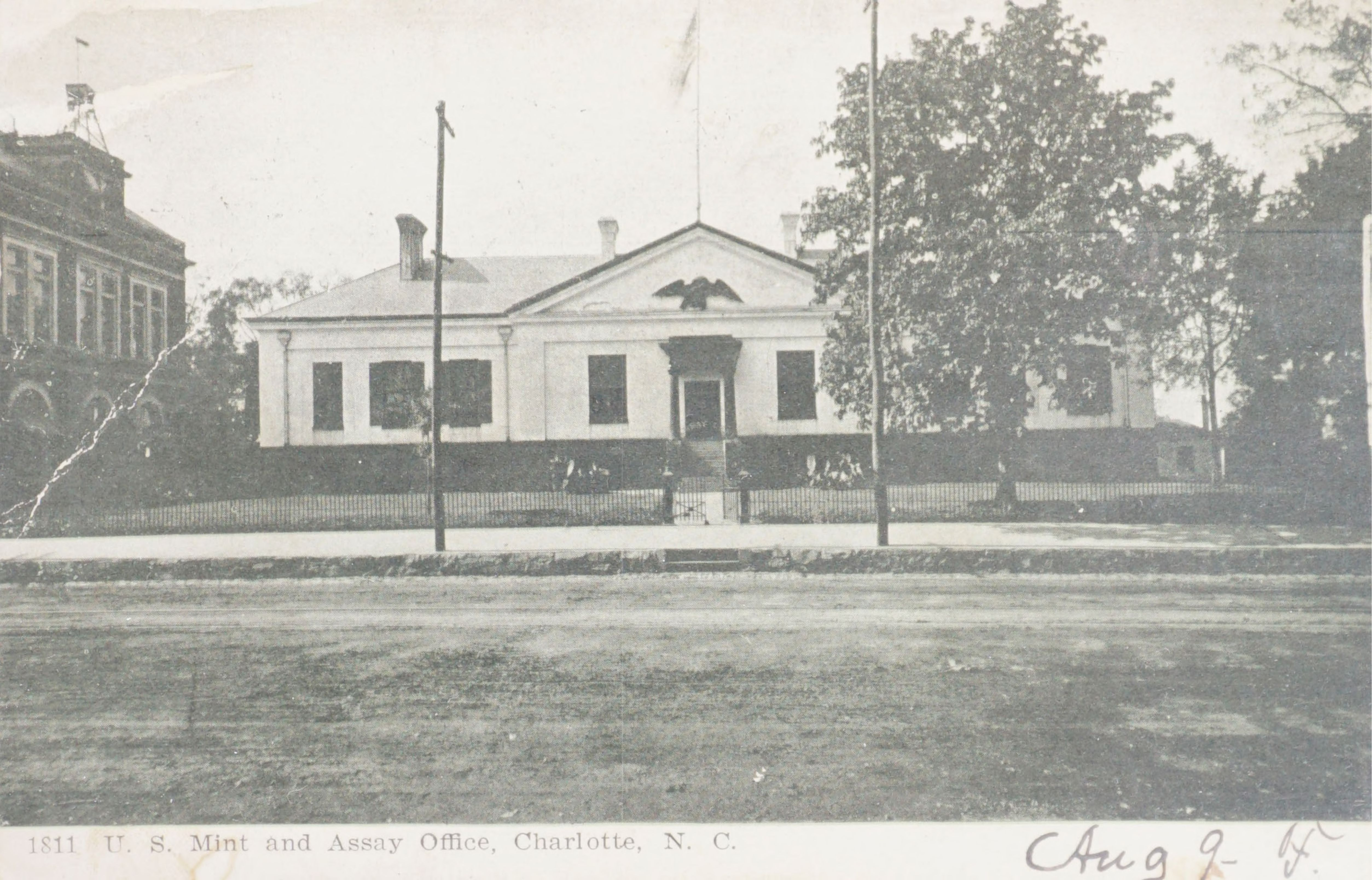
U. S. Mint and Assay Office, Charlotte, Caroline du Nord

La Monnaie de Charlotte était la première succursale de la Monnaie des États-Unis. Elle était située à Charlotte, en Caroline du Nord, et était spécialisée dans les pièces d'or.

## Histoire
Après la première découverte documentée d'or aux États-Unis, la première mine d'or du pays est établie en Caroline du Nord, à la Reed Gold Mine. Comme il n'y a pas de Monnaie dans la région de Charlotte, les mineurs doivent envoyer leur poussière d'or à la Monnaie de Philadelphie pour qu'elle y soit fondue et frappée. Le processus de transport est difficile, lent, coûteux et dangereux ; la frustration causée par ce système conduit à la création d'opérations privées d'extraction d'or dans la région de Charlotte. Cependant, la transformation de l'or en monnaie locale pose des problèmes inhérents, tels que le pesage précis et la détermination de la finesse. Au printemps 1831, les marchands et les mineurs de Caroline du Nord demandent au Congrès de créer une succursale de la Monnaie dans la région de Charlotte afin de réduire le risque de transport de l'or. Ils ne reçoivent aucune réponse jusqu'à ce que, trois ans plus tard, le Trésor américain commence à enquêter sur les opérations de frappe de monnaie privées et reconnaisse le besoin de la Caroline du Nord d'avoir plus de pièces de monnaie fédérales.
Le 3 mars 1835, le Congrès des États-Unis approuve une loi (Act 115 to 60) visant à créer plusieurs succursales de la Monnaie ; la loi stipule : « ...une succursale [à établir] dans la ville de Charlotte, dans le comté de Mecklenburg, dans l'État de Caroline du Nord, pour la frappe de la monnaie d'or uniquement...Et pour l'achat de sites, la construction de bâtiments appropriés et l'achèvement des combinaisons de machines nécessaires...pour la succursale de Charlotte, cinquante mille dollars ». Cette loi autorise également l'ouverture de Monnaies à Dahlonega, en Géorgie, et à La Nouvelle-Orléans, en Louisiane, après que le président Andrew Jackson la promulgue.

## Production

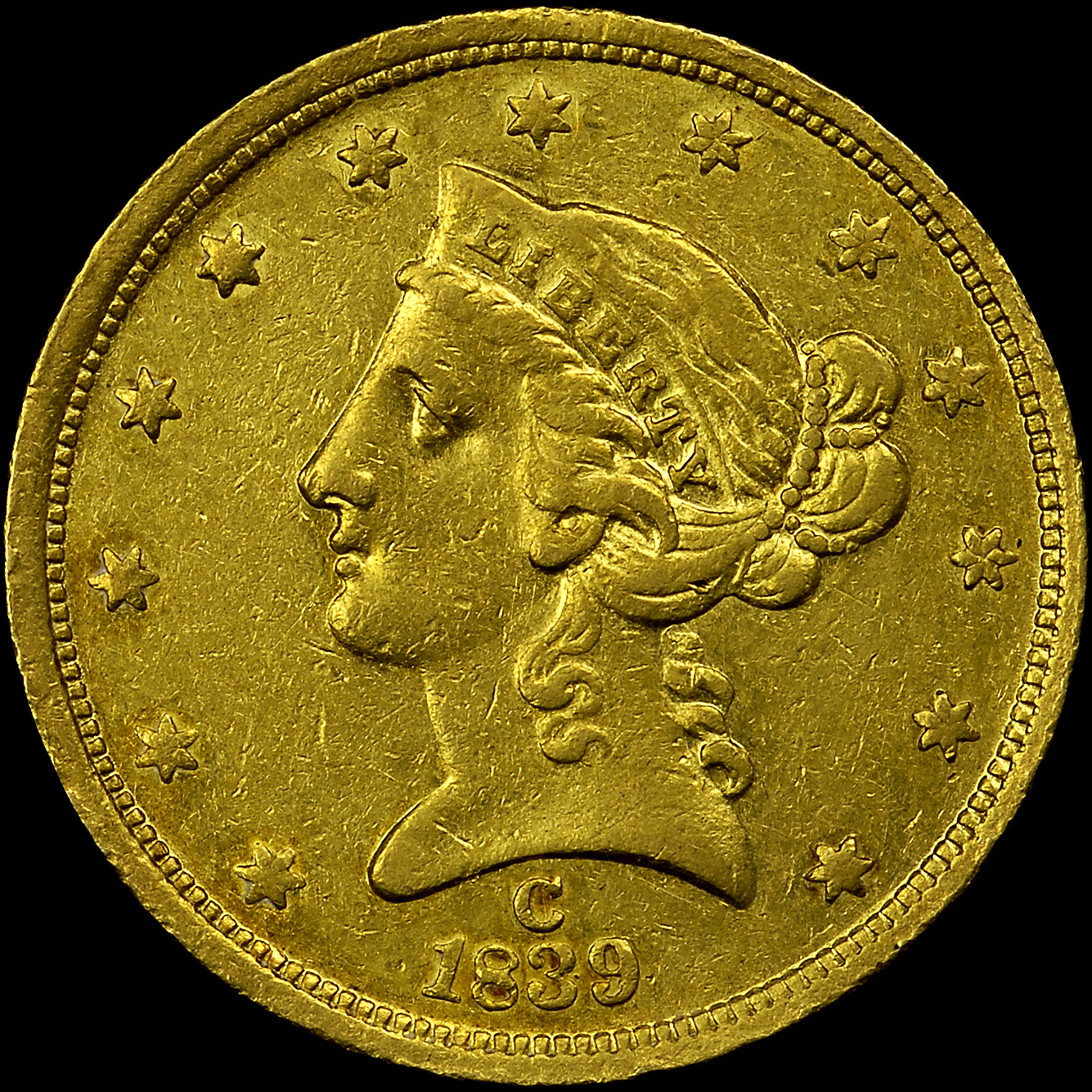
Avers d'une pièce de 5 dollars en or 1839-C

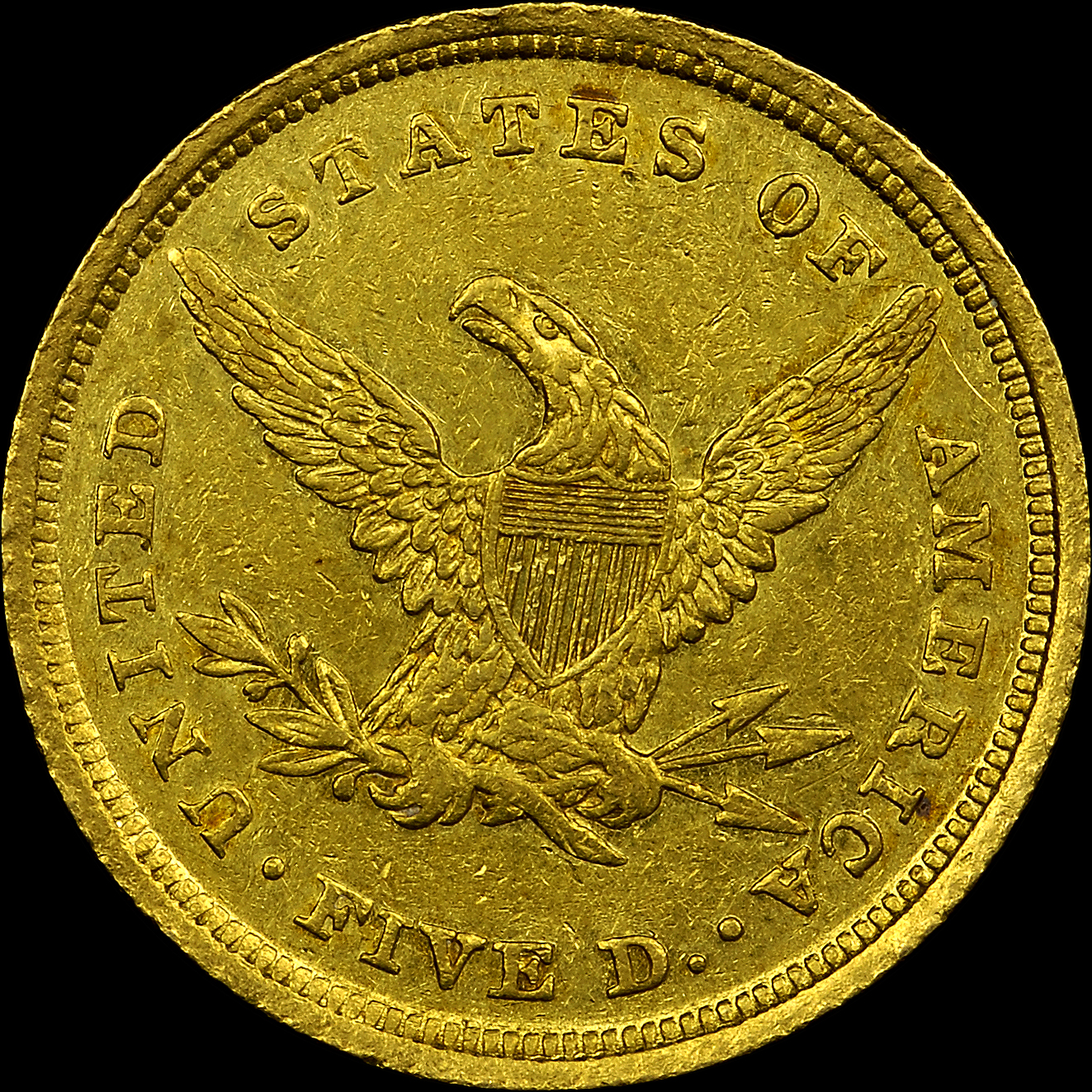
Revers d'une pièce de 5 dollars en or 1839-C

En novembre 1835, Levi Woodbury, secrétaire au Trésor, est informé par Samuel MeComb qu'il a acheté à William Carson et F. L. Smith un terrain de 1,6 hectare pour 1 500 $,, qui est maintenant le bloc 400 de West Trade Street. Les propositions de construction du bâtiment sont annoncées et le contrat est attribué à Perry & Ligon, de Raleigh, en Caroline du Nord, le 15 octobre 1835, au prix de 29 800 $,. En 1836, la construction de la Monnaie de Charlotte commence. Elle ouvre ses portes le 27 juillet 1837. Seul l'or brut est traité et affiné jusqu'au 28 mars 1838, date à laquelle le premier half eagle en or y est frappé. Plus tard dans l'année, des quarter eagle sont émis et la production de 1849 commence avec une pièce de 1 dollar américain en or. Toutes les pièces d'or provenant de cette mine portent le différent « C » pour les distinguer des autres Monnaies sœurs alors en activité. La Monnaie de Charlotte émet plus de 5 millions de dollars en pièces d'or au cours de neuf années (1849-1855, 1857 et 1859). Les pièces produites en 1850, 52, 55 et 59 sont considérées comme rares ou très rares, et les pièces de 1854 sont presque impossibles à obtenir car seules quatre pièces sont frappées.

## Guerre de Sécession
En mai 1861, la Caroline du Nord fait sécession de l'Union. La Confédération s'empare de la Monnaie de Charlotte ainsi que de celles de La Nouvelle-Orléans et de Dahlonega. Le gouvernement confédéré poursuit ses opérations de frappe de monnaie jusqu'en octobre, où il devient évident que c'est un effort futile. L'hôtel des monnaies est alors transformé en hôpital et en bureaux militaires pour le reste de la guerre civile.

## Après-guerre
Les troupes fédérales utilisent les bureaux pendant les premières années de la Reconstruction. En 1867, le gouvernement américain le déclasse en bureau d'analyse en raison d'une pénurie de poussière d'or. En 1873, l'Assemblée générale de Caroline du Nord demande au Congrès de rouvrir l'hôtel de la Monnaie à Charlotte. Cette demande est rejetée.
Le bureau d'analyse fonctionne jusqu'en 1913. De 1917 à 1919, le Charlotte Women's Club se réunit dans le bâtiment. Il sert également de poste de la Croix-Rouge pendant la Première Guerre mondiale.

## Musée

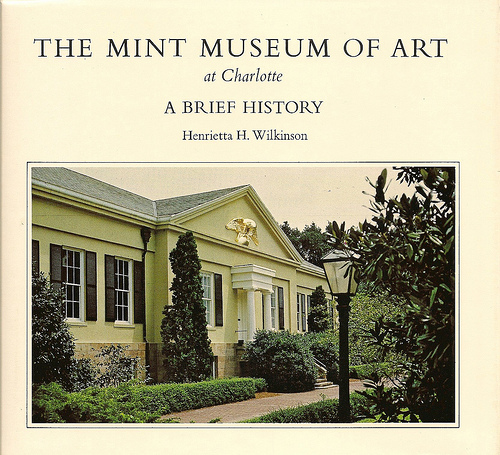
Couverture du livre « The Mint Museum of Art at Charlotte, A Brief History

En 1931, le bâtiment doit être démoli pour faire place à l'agrandissement du bureau de poste voisin. Une coalition de citoyens privés acquiert la structure auprès du département du Trésor américain en 1933.
Ils déplacent la structure à quelques kilomètres au sud du centre-ville de Charlotte, dans le quartier historique d'Eastover, sur un terrain donné par E.C. Griffith. En 1936, est inauguré sous le nom de « Mint Museum of Art, le premier musée d'art de Caroline du Nord. Il expose des milliers d'objets, ainsi qu'une collection complète de toutes les pièces d'or frappées à la Monnaie de Charlotte. Le musée comprend également une bibliothèque de référence de plus de 15 000 volumes et un théâtre proposant des conférences et des spectacles.
Les pièces d'or de la Monnaie de Charlotte vont des pièces rares aux pièces extrêmement rares. Elles font partie des objets les plus recherchés en numismatique aujourd'hui.